# Ovidiu Iuliu Moldovan

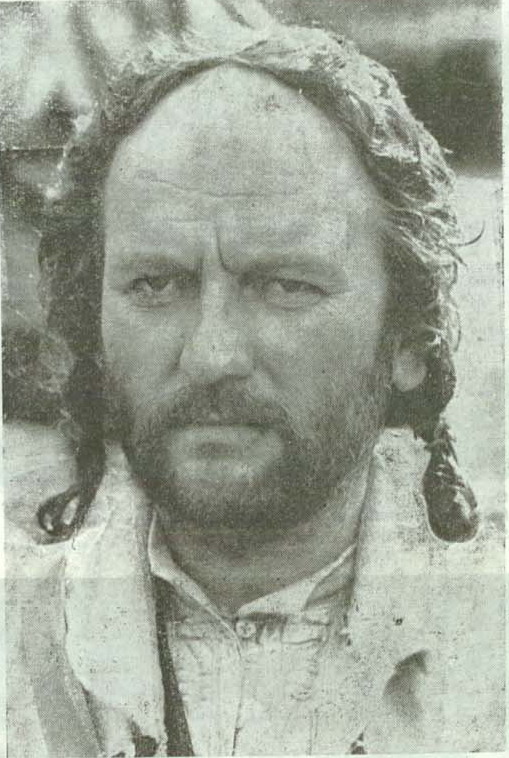
Ovidiu Iuliu Moldovan

Ovidiu Iuliu Moldovan (* 1. Januar 1942 in Sărmașu; † 12. März 2008 in Bukarest) war ein rumänischer Schauspieler.

## Leben
Der Vater Moldovans verstarb während des Zweiten Weltkrieges in Kriegsgefangenschaft. Später heiratete seine Mutter erneut und bekam zwei weitere Söhne. Mit diesen zog sie nach Bukarest. Dort schloss Moldovan sein Schauspielstudium 1964 an der Nationaluniversität der Theater- und Filmkunst „Ion Luca Caragiale“, unter anderem bei Marțian Pop und Octavian Cotescu, ab. Sein Theaterdebüt gab er ein Jahr später in der Rolle des Mio in Maxwell Andersons Winterset am Nationaltheater von Timișoara. Er konnte sich als Theaterschauspieler etablieren und spielte in den nächsten Jahrzehnten wichtige Rollen in Stücken von William Shakespeare, Albert Camus und Seneca. Parallel dazu begann er ab Mitte der 1970er Jahre regelmäßig beim rumänischen Film mitzuspielen.
Nachdem seine Mutter 1995 verstarb, weigerte sich Moldovan fortan Spielfilme zu drehen. Er zog sich privat zurück und war nur noch bei Poesielesungen mit der Schauspielerin Valeria Seciu und am Theater zu sehen. Seine letzte Rolle spielte er 2004 am Nationaltheater Bukarest. Seitdem lebte er zurückgezogen, ohne Familie, von seiner Rente in einer kleinen Bleibe in Breaza. Er selbst litt seit Jahren an Diabetes und verstarb am 12. März 2008 im Alter von 66 Jahren an einer Leberzirrhose im Bukarester Universitätskrankenhaus.

## Filmografie (Auswahl)
- 1975: Der Schauspieler und die Wilden (Actorul și sălbaticii)
- 1975: Gier (Patima)
- 1976: Auf den Spuren der Daker (Misterul lui Herodot)
- 1976: Zwei Ausreißer (Bunicul și doi delincvenți minori)
- 1978: Gesucht wird: Johnny (Profetul, aurul și ardelenii)
- 1978: Zwischen parallelen Spiegeln (Intre oglinzi paralele)
- 1978: Der Mann im Lodenmantel (Un om în loden)
- 1980: Auftrag 'Concordia' (Detașamentul Concordia)
- 1980: Das Gold der Daker (Burebista)
- 1980: Johnny schießt quer (Artista, dollarii şi ardelenii)
- 1981: Das Duell (Duelul)
- 1981: Wir werden das Kind schon schaukeln (Pruncul, petrolul și ardelenii)
- 1982: Die Begegnung (Întîlnirea)
- 1982: Ein Gaukler am Nordpol (Un saltimbanc la Polul Nord)
- 1984: Die Waage des Kaisers (Horea)
- 1987: Die Silbermaske (Masca de argint)
- 1989: Eisblumen (Flori de gheata)